# 莱奇兄弟会宫
莱奇兄弟会宫（Palazzo della Fraternita dei Laici）是意大利托斯卡纳阿雷佐的一座历史建筑，位于市中心的大广场（Piazza Grande）。
莱奇兄弟会成立于1262年，是一个旨在帮助穷人和病人的修会团体。他们获得了一些遗赠和捐款，兴建了这座建筑。
该建筑兴建于1375-1460年，第一阶段采用哥特式（1375 - 1377），第二阶段则采用文艺复兴风格（1433 - 1460）。门楣上有贝尔纳多·罗塞利诺的圣母像（1435），立面则是瓦萨里的作品（1552年）。